# Prix La Haye Jousselin
Pour les articles homonymes, voir Jousselin.
Groupe I
Le Prix La Haye Jousselin est une course hippique de steeple-chase créée en 1880 se déroulant au mois de novembre sur l'hippodrome d'Auteuil.
C'est une course de Groupe I réservée aux chevaux de 5 ans et plus. Elle se court sur 5 500 mètres. L'allocation pour l'année 2012 est de 550 000 €. C'est Al Capone II qui détient le plus grand nombre de victoires avec 7 succès entre 1993 et 1999.

## Palmarès depuis 2000
| Année | Cheval            | Jockey             |
| 2024  | Gran Diose        | Thomas Beaurain    |
| 2023  | Grandeur Nature   | Gaëtan Masure      |
| 2022  | Figuero           | Angelo Zuliani     |
| 2021  | Poly Grandchamp   | Bertrand Lestrade  |
| 2020  | Docteur de Ballon | Bertrand Lestrade  |
| 2019  | Bipolaire         | Gaëtan Masure      |
| 2018  | Bipolaire         | Jonathan Plouganou |
| 2017  | Bipolaire         | Thomas Gueguen     |
| 2016  | Milord Thomas     | Jacques Ricou      |
| 2015  | Milord Thomas     | Jacques Ricou      |
| 2014  | Milord Thomas     | Jacques Ricou      |
| 2013  | Shannon Rock      | David Cottin       |
| 2012  | Lagunak           | Jérémy Da Silva    |
| 2011  | Rubi Ball         | David Cottin       |
| 2010  | Rubi Ball         | David Cottin       |
| 2009  | Remember Rose     | Christophe Pieux   |
| 2008  | Remember Rose     | Christophe Pieux   |
| 2007  | Mid Dancer        | Cyrille Gombeau    |
| 2006  | Princesse d'Anjou | Philip Carberry    |
| 2005  | Golden Flight     | Jacques Ricou      |
| 2004  | Turgot            | Laurent Métais     |
| 2003  | Batman Senora     | Cyrille Gombeau    |
| 2002  | Sunny Flight      | Philippe Sourzac   |
| 2001  | El Paso III       | Laurent Métais     |
| 2000  | First Gold        | Thierry Doumen     |